# Tây Công
Tây Công (chữ Hán giản thể: 西工区, Hán Việt: Tây Công khu) là một quận của địa cấp thị Lạc Dương, tỉnh Hà Nam, Cộng hòa Nhân dân Trung Hoa. Quận Tây Công có diện tích 56 km2, dân số khoảng 340.000 người, mã số bưu chính 471000. Quận này được chia ra thành các đơn vị hành chính gồm 9 nhai đạo biện sự xứ: Vương Thành Lộ, Tây Công, Khải Hoàn Đông Lộ, Kim Cốc Viên, Đạo Bắc Lộ, An Lạc Lộ, Mang Lĩnh Lộ, Hán Đồn, Đường Cung Lộ.
Sau cách mạng Tân Hợi, Viên Thế Khải xây dựng doanh trại quân tại Tây Hưng của thành cũ Lạc Dương, lúc đó gọi là Tây Công Địa, gọi tắt thành Tây Công.